# Belén Hoyo
Belén Hoyo Juliá (Valencia, 5 de mayo de 1984) es una política española del Partido Popular de la Comunidad Valenciana. Es diputada del Grupo Parlamentario Popular en el Congreso de los Diputados por la circunscripción de Valencia, en la X, XI, XII, XIII y XIV Legislaturas del actual periodo democrático.

## Biografía
Belén Hoyo es una política española del Partido Popular de la Comunidad Valenciana. Formó parte de la mesa de edad en la sesión de constitución del Congreso en la X Legislatura al ser la diputada más joven de la Cámara Baja. Es licenciada en Derecho y en Ciencias Políticas y de la Administración por la Universidad de Valencia (UV) y pose estudios de la Licenciatura de Humanidades. Tiene dos hijas.
Durante su época de estudiante hizo política universitaria. Fue miembro electo de la Junta de Centro de la Facultad de Derecho y posteriormente miembro electo del claustro de la Universidad de Valencia.
En 2007 fue nombrada Secretaria general del Institut Valencià de la Joventut-Generalitat Jove y tras las elecciones autonómicas de 2011 fue designada directora general de Juventud de la Generalidad Valenciana.
Con 18 años se afilió a Nuevas Generaciones del Partido Popular de la Comunidad Valenciana en el distrito de Ciudad Vieja (Valencia). Asesoró y fue persona próxima al Conseller Fernando de Rosa Torner. Ha sido coordinadora provincial de NNGG de Valencia, secretaria ejecutiva de Juventud del PP de la provincia de Valencia y secretaria de Lucha contra la Violencia de Género de NNGG de España. Desde abril de 2011 hasta 2017 fue vicesecretaria de Organización de NNGG de España y desde junio de 2012 hasta 2017 coordinadora general del Partido Popular de la provincia de Valencia. Fue Presidenta del Comité Electoral del Partido Popular y actualmente miembro de la Junta Directiva Nacional. 
En el Congreso de los Diputados es portavoz de Iberoamérica en la Comisión de Asuntos Exteriores, portavoz adjunta de pesca en la Comisión de Agricultura, Pesca y Alimentación y vocal de la Comisión de Trabajo, Inclusión, Seguridad Social y Migraciones. En 2018 fue nombrada portavoz adjunta y coordinadora de comisiones del Grupo Parlamentario Popular en el Congreso de los Diputados y sustituyó a Celia Villalobos en la Diputación Permanente, de la que actualmente sigue formando parte. Es Miembro Suplente de la Delegación española en la Asamblea Parlamentaria del Consejo de Europa y Miembro de la Delegación española en la Asamblea Parlamentaria de la Unión para el Mediterráneo.

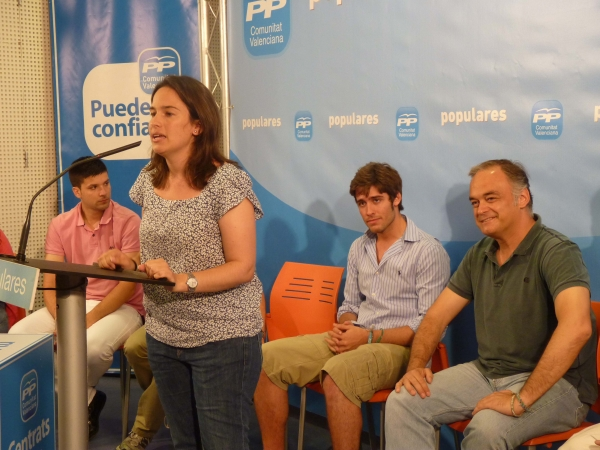
Belén Hoyo interviene en un acto con jóvenes en Valencia el 18 de junio de 2011